# Världsmästerskapen i skidskytte 1999
De 34:e Världsmästerskapen i skidskytte avgjordes i Kontiolax i Finland mellan 5 februari och 14 februari 1999. 
På grund av extrem kyla flyttades grenarna masstart och distans till 11 mars och 13 mars i Oslo i Norge.

## Medaljfördelning
| Placering | Land        | Guld | Silver | Brons | Totalt |
| --------- | ----------- | ---- | ------ | ----- | ------ |
| 1         | Tyskland    | 6    | 2      | 2     | 10     |
| 2         | Ukraina     | 3    | 1      | 1     | 5      |
| 3         | Vitryssland | 1    | 0      | 1     | 2      |
| 4         | Ryssland    | 0    | 3      | 1     | 4      |
| 5         | Frankrike   | 0    | 1      | 1     | 2      |
| 5         | Sverige     | 0    | 1      | 1     | 2      |
| 7         | Italien     | 0    | 1      | 0     | 1      |
| 7         | Slovakien   | 0    | 1      | 0     | 1      |
| 9         | Norge       | 0    | 0      | 3     | 3      |